# ジョージナカシマ記念館
ジョージ ナカシマ記念館 （ジョージ ナカシマきねんかん）は香川県高松市牟礼町大町にある記念館。家具デザイナー・ジョージ・ナカシマの生き方や、ものづくりに対する考え方、哲学を、作品を通じて公開する目的で開設された。開館は2008年（平成20年）。ジョージ ナカシマは日系の家具デザイナーで20世紀を代表する家具デザイナーの一人。

## 利用情報

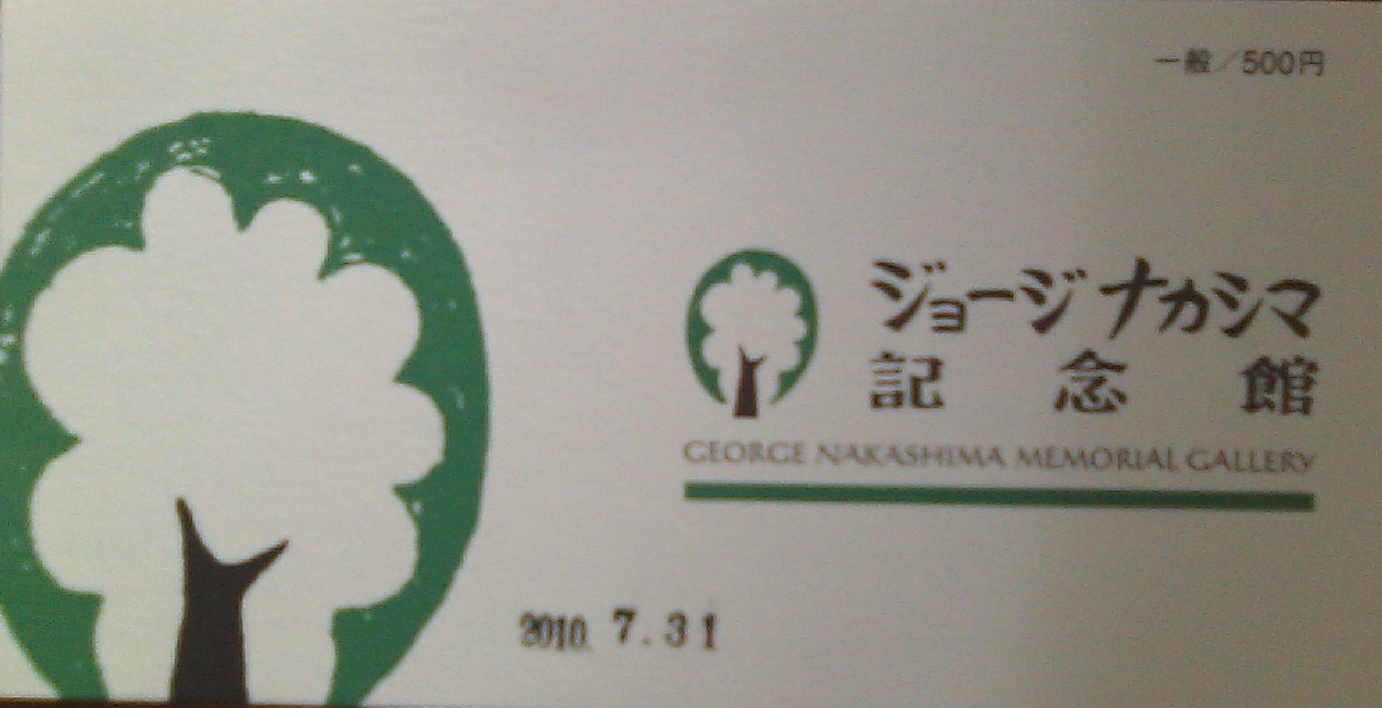
入場券

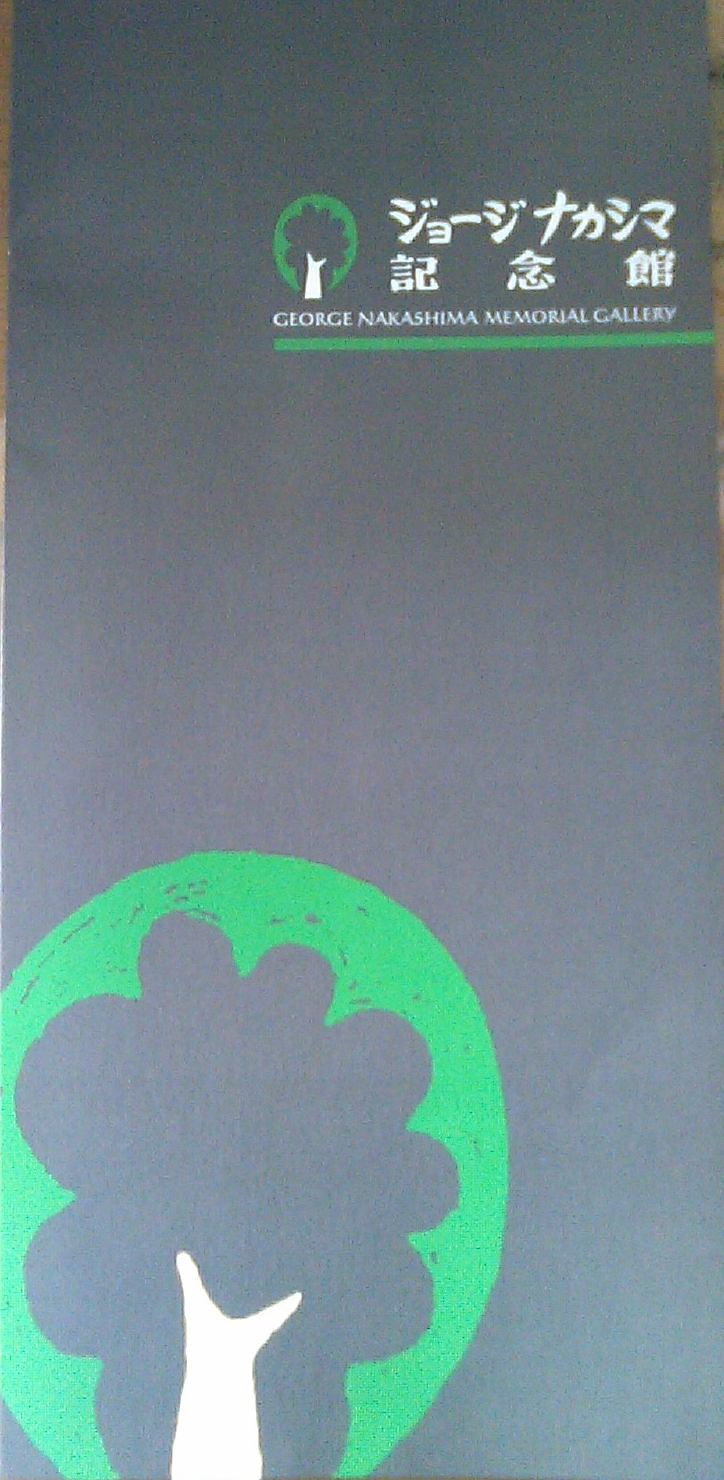
しおり

- 開館時間：10:00 - 17:00（入場は16:30まで）
- 休館日：日曜・祝日・お盆・年末年始
- 入館料：一般 ¥550／小中学生 ¥220（20名以上は団体割引あり）

## 施設
- 1階 - 受付・ホール・ギャラリーshop・喫茶コーナー
- 2階 - 解説パネル・展示室（チェア・テーブル・キャビネット）

## 交通アクセス
- 高松琴平電気鉄道志度線塩屋駅から徒歩5分
- 高松自動車道志度ICから車で約10分
- 高松空港から車で約40分

## 周辺
- 八栗寺
- 石の民俗資料館
- 桜製作所